# Ame-no-ukihashi
Ame-no-ukihashi (天浮橋 o 天の浮橋?, lett. "Ponte sospeso nel cielo") è il ponte che collega il cielo (Takamagahara) e la terra nella mitologia giapponese.
È menzionato sia nel Kojiki che nel Nihon shoki in relazione al mito della creazione di Onogoro-shima. Nel mito della creazione dell'arcipelago giapponese, gli dei Izanagi e Izanami si recarono su questo ponte e con la lancia Ame-no-Nuboko agitarono il mare sottostante formando così la prima isola, Onogoro-shima.
Il concetto del "Ponte galleggiante" potrebbe essere stato ispirato dall'arcobaleno, sebbene sia stato anche suggerito che rappresenti la Via Lattea.
In un altro mito, si dice che il ponte sia custodito dal dio Sarutahiko Ōkami, che si rifiuta di permettere a Ninigi-no-Mikoto di scendere sulla terra. Ama-no-Uzume persuade Sarutahiko a cedere e successivamente lo sposa.
Secondo il Tango no Kuni Fudoki (丹後国風土記?), il ponte galleggiante alla fine crollò e cadde sulla terra, con i suoi resti che formarono l'area a ovest di Kyoto.